# Byrakstugan
Byrakstugan byl švédský němý film z roku 1897. Režisérem byl Ernest Florman (1862–1952). Film měl premiéru 24. srpna 1897 ve Stockholmu. Snímek byl jedním z prvních celovečerních filmů natočených ve Švédsku a prvním filmem se švédskou produkcí a švédským filmovým kameramanem. Uvádí se, že jeho délka byla asi 15 metrů. Film je považován za ztracený.

## Děj
Zápletka filmu je komediální groteska o holiči, který svým činěním vyprovokuje zákazníka k boji.